# Besiki
Besarion Zakarias dze Gabashvili (en georgiano: ბესარიონ ზაქარიას ძე გაბაშვილი), generalmente conocido por su seudónimo Besiki (ბესიკი) (1750 – 25 de enero de 1791), fue un poeta, político y diplomático georgiano, conocido como un autor de exquisitas canciones de amor y epopeyas, así como sus aventuras políticas y amorosas.

## Biografía
Besiki nació y fue criado en Tiflis, la capital de Georgia. Venía de una familia noble, que afirmaba ser descendiente de la antigua ciudad de Gabaón (en georgiano: Gabaoni) en Palestina. El mismo poeta hacía uso del apellido Gabaón, una variante del Gabashvili.
Su padre, Zakaria, fue un sacerdote ortodoxo georgiano y confesor del rey Teimuraz II de Kajetia. Zakaria fue excomulgado y  desterrado en 1764, pero el rey Heraclio II permitió que Besiki permaneciera se quedara en la corte real, en donde recibió su educación y comenzó su carrera de ministril, con su estilo inicial, influenciado por la poesía persa y su contemporáneo más antiguo, el poeta armenio Sayat-Nova. A pesar de su corta edad, Besiki obtuvo muchos enemigos dentro de la corte, debido a gran parte por sus sátiras y, especialmente, con sus ataques insultantes hacia el Patriarca Catholicós Anton I. Los rumores en Georgia también habían relacionado a Besiki con la hermana de Heraclito, Ana, quién era 28 años mayor que él, principalmente sobre las bases de su poema de amor titulado Sobre la Reina Ana (დედოფალს ანაზედ). En 1777, fue acusado de blasfemo por el Patriarca Anton, quién lo nombró como el Anticristo y lo denunció ante el Rey. A raíz de este conflicto, Besiki fue desterrado de Tiflis y tuvo que trasladarse hacia el Reino de Imericia (Georgia Occidental), donde se le dio la bienvenida, y fue nombrado canciller por el rey Solomon I. Posteriormente, estuvo involucrado en una breve guerra por el trono Imericia después de la muerte de Solomon I, y ejerció como diplomático bajo el nuevo rey, Solomon II. Nuevamente, Besiki estuvo implicado en varias intrigas dentro de la corte real. Su afecto trovador hacia la joven esposa de Solomon II, Ana, née Orbeliani, bien podría haber sido la razón por la que el rey lo haya enviado hacia misiones peligrosas, la última de estas hacia el Imperio ruso, en la que buscaba garantizar la protección rusa hacia Imericia durante la Guerra ruso-turca (1787–1792). Durante tres años, Besiki acompañó al mariscal de campo ruso Gregorio Potemkin en la campaña contra el Imperio otomano, pero falleció de forma repentina en Iaşi, Moldavia, el 25 de enero de 1791, siendo sepultado en aquel lugar.

## Poesía
Debido a la vida turbulenta de Besiki y sus permanentes viajes hacia el extranjero, muchos de sus manuscritos se perdieron irremediablemente. Murió sin publicar ninguno de sus poemas, pero cientos de copias manuscritas circularon durante décadas después de su muerte; muchos de los títulos y notas de sus poemas pudieron haber sido inventadas por copistas aficionados.
El legado lírico de Besiki se destaca por su gran musicalidad y espontaneidad. Sus mejores poemas –  Entré en un Jardín de Melancolía (სევდის ბაღს შეველ),  Entendí tus Acusaciones (მე მივხვდი მაგას შენსა ბრალებსა), Los Mirlos (შაშვნი შავნი) y, sobre todo, La Estatura de la Belleza (ტანო ტატანო) y Sobre la Reina Ana (დედოფალს ანაზედ)– están dedicados con un amor apasionado, a veces explícitamente erótico, con cierto grado de melancolía y un elegante tono. Dentro de su epopeya, incluyen los poemas En la Batalla de Aspindza (ასპინძისათვის) y La Batalla de Rukhi (რუხის ომი), ambos de ellos dedicados a las victorias militares georgianas sobre el ejército otomano y las fuerzas abjasias-circasianas, respectivamente. En "En la Batalla de Aspindza", Besiki elogia la destreza marcial del ejército georgiano en la Batalla de Aspindza (1770) y elogia el talento militar del príncipe David Orbeliani, un comandante de vanguardia georgiano, y él mismo, un talentoso poeta. Al mismo tiempo, el poema es una denuncia gráfica del comandante ruso Todtleben, quién había abandonado a sus aliados georgianos, justo antes de la batalla. Besiki también dominó la poesía satírica, siendo La Suegra y la Nuera (რძალ-დედამთილიანი), y En Chabua Orbeliani (ჭაბუა ორბელიანზე), ejemplos dignos de mención. El poeta hizo uso de algunos métodos nuevos de versificación, en la composición, y acuñación de algunas palabras nuevas, renovando y enriqueciendo la poesía georgiana con metáforas originales. Besiki ha dejado una importante huella dentro de la literatura georgiana. En particular, su poesía influyó enormemente a los romanticistas georgianos durante los inicios del siglo XIX y volvió a resonar en sus obras en varias ocasiones.